# 環球醫療
通用環球醫療集團有限公司，簡稱環球醫療（英語：GENERTEC UNIVERSAL MEDICAL  GROUP   COMPANY LIMITED，港交所：2666），前身「環球醫療服務有限公司」和「環球醫療金融與技術諮詢服務有限公司」，在1984年，當時由中國技術進出口總公司、中國機械進出口總公司（現稱中國機械進出口（集團） 有限公司）、中國儀器進出口總公司（現稱中國儀器進出口（集團）公司）（三者為中国通用技术(集团)控股有限责任公司旗下，也是該公司主要控股股東）、中國銀行信託諮詢公司（現稱中國東方信託投資公司）、日本三和銀行（三菱UFJ銀行前身）和德國德累斯登銀行（被德國商業銀行合併），於北京（總部）成立「中國環球租賃有限公司」。2006年，环球租赁接受中国通用技术集团注资。
董事長為張懿宸，首席執行官為郭衛平。該公司業務在全球經營提供金融支持、咨询服务、技术提升、产品引进等综合医疗服务解决方案。
环球医疗2012年在香港注册，在2015年7月8日於港交所主板上市（招股價為10港元，全球發售為423,189,500股，集資額為42.3億港元，其主要基礎投資者包括周大福、中國工商銀行旗下工銀國際、中國建設銀行旗下建銀國際，其次中國南車（香港）有限公司、日興資產管理、易方達資產管理（香港）有限公司、廣發基金、北京慈航投資基金管理有限公司等，便認購2.02億美元）之前，則在2014年，透過旗下UNIVERSAL NUMBER ONE CO., LTD.發行2017年到期的人民幣1,600,000,000元5.70厘擔保抵押債券（當時代碼為85946.HK）。
首天上市，由於受到股災影響，該公司收盤報為5港元，較招股價損失了38.87%，每手蝕1,590港元。
2015年8月10日，環球醫療按《聯交所第13.18條》，指旗下中國環球租賃有限公司，與另一個銀團訂立的一項1.2億美元的定期貸款額度協議，再指出母公司中國通用技術（集團）控股有限責任公司，須持有環球租賃股權的最低百份比的要求及對通用技術集團所有權的要求。若通用技術集團不再持有環球租賃至少35%的股權（直接或間接持有），或不再為環球租賃的最終最大股東，則將構成一項違約事件，據了解，母公司間接持有本公司已發行股本的約37.73%。

## 外部連結
- universalmsm.com （页面存档备份，存于）